# Gebre Mesqel Lalibela
Gebre Mesqel Lalibela (también llamado «Lalibela», que significa «al que las abejas reconocen su soberanía» en idioma agaw antiguo) fue un emperador o rey de Etiopía miembro de la Dinastía Zagüe; también es considerado santo por la Iglesia Ortodoxa.
Según Taddesse Tamrat, era el hijo de Jan Seyum y hermano de Kedus Harbe. La tradición dice que reinó durante 40 años. De acuerdo a Getachew Makonnen Hasen, su reino se extendió desde 1181 a 1221.
También es conocido por haber sido el rey que construyó o encargó las iglesias monolíticas de Lalibela.
El Rey Lalibela nació en Adefa o en Roha (fue llamado Lalibela en su honor) en Bugna. Se le dio el nombre "Lalibela" debido a un enjambre de abejas que lo rodeó en su nacimiento, a lo que su madre tomó como señal de su futuro reino como Emperador de Etiopía. Según la tradición se fue al exilio debido a la hostilidad de su tío Tatadim y su hermano el rey Kedus Harbe, y casi fue envenenado por su media hermana. Debido a que Lalibela llegó al poder en vida de su hermano, Taddesse Tamrat sospecha que Lalibela llegó por la fuerza de armas.
Se dice que Lalibela vio a Jerusalén en una visión e intentó construir una Nueva Jerusalén como su capital en respuesta a la captura de la antigua Jerusalén por musulmanes en 1187. Por esta razón numerosos elementos de la ciudad de Lalibela tienen nombres Bíblicos - incluso el río del pueblo es conocido como el Río Jordan. Fue la capital de Etiopía desde finales del siglo XII y durante el siglo XIII.
Los detalles sobre la construcción de sus 11 iglesias monolíticas en Lalibela se han perdido. Gadla Lalibela, una hagiografía del rey, afirma que él hizo estas iglesias talladas en la piedra sólo con la ayuda de ángeles.
Su reina principal fue Masql Kibra, sobre la que han sobrevivido unas cuantas tradiciones. Ella indujo a Abuna Mikael a designar obispo a su hermano, y unos años más tarde Abuna dejó Etiopía rumbo a Egipto, quejándose que Hirun había usurpado su autoridad.
Otra tradición afirma que ella convenció al rey Lalibela para abdicar en favor de su sobrino Na'akueto La'ab, pero después de 18 meses de desgobierno de su sobrino, ella convenció a Lalibela a retomar el trono. Taddesse Tamrat sospecha que el final del régimen de Lalibela no fue en realidad tan amable, y sostiene que esta tradición enmascara una usurpación breve de Na'akueto La'ab, cuyo reino fue terminado por Yetbarak, el hijo de Lalibela. Getachew Mekonnen le da el crédito a ella por hacer que una de las iglesias excavadas en la roca, Bet Abba Libanos, fuera construida en memoria de Lalibela después de su muerte.
A diferencia de otros reyes de Zagwe, una cantidad considerable de material escrito ha sobrevivido sobre el reinado de Lalibela, además del Gadla Lalibela. Una embajada del Patriarca de Alejandría, visitó su corte hacia el 1210, y dejó un relato de él, y Na'akueto La'ab y Yetbarak.
El estudioso italiano Carlo Conti Rossini, ha editado y publicado varias cesiones de tierras que sobreviven de su reinado.